# Наукові записки ПОІППО
«Наукові записки ПОІППО» — науково-методичний збірник Полтавського обласного інституту післядипломної педагогічної освіти імені М. В. Остроградського. Заснований у 2011 році. Видається двічі на рік.
Завданням збірника є створення наукового супроводу впровадження компетентнісного профільного навчання в контексті акмеологічної освіти, висвітлення досвіду і практичних напрацювань вітчизняної та зарубіжної педагогіки, пропагування матеріалів з проблем сучасної порівняльної педагогіки та предметних методик.
Матеріали збірки висвітлюють актуальні проблеми сучасної освіти, шляхи їх розв'язання та перспективні напрями розвитку.